# 尼古拉·阿内尔卡
尼古拉·塞巴斯蒂昂·阿内尔卡（法語：Nicolas Sébastien Anelka，皈依伊斯兰教后的阿拉伯名「阿布杜勒-萨拉姆·比拉勒」（Abdul-Salam Bilal），1979年3月14日—），法国已退役足球運動員，世界足壇最佳法國巨星之一。司職前锋，他曾是法國國家隊的主力成員，但在2010年世界杯足球赛期間被国家队除名。
安歷卡被戲稱為「球壇浪子」，因為他曾先后效力过法甲的巴黎圣日耳曼、英超的阿森纳、曼城、利物浦、切尔西，西甲的皇家馬德里及土超的費倫巴治等多支欧洲豪门球队。直至2013年7月，安歷卡已經效力過11間球會，累積轉會費接近9000萬英鎊。 他的父母在馬提尼克搬到法國，他還有一兄一弟。。

## 球會生涯

### 巴黎聖日耳曼至阿仙奴
阿内尔卡早年效力于法國球會巴黎聖日耳門，後被阿仙奴領隊雲加於1996年以50萬英鎊收購，19歲時已成為球會主力。安歷卡曾獲得1999年英超聯賽最佳年輕球員，但由於少年得志，安歷卡常公開稱欲離隊他投，而多家豪門球會如國際米蘭、巴塞隆拿和皇家馬德里都出手斟介這名法國球員，但到最後於2000年以 2,230萬英鎊轉會費轉投皇家馬德里，效力阿仙奴期間在各項賽事合共上陣90場，攻入28球。

### 皇家馬德里时期
轉至皇馬後的安歷卡一直都拿不出表現，但在球場外卻常製造是非，不少皇馬球迷都指責安歷卡表現與身價不符，其中前西班牙國家隊教練哈維爾·克萊門特抨擊道：「用來收購安歷卡的金錢，拿來用作慈善用途反而更有價值。」雖然在歐冠盃半决赛对阵拜仁慕尼黑的客场比赛中，為皇馬取得关键性的一粒客场进球並最終帮助球队取勝晋级决赛，但在其他比賽中卻表現的乏善足陳。但在決賽時放下了獨食的習慣，努力協助隊友攔住守衛放心進攻，成為重要的間接功臣。 但因表現差劣，最後安歷卡亦被皇馬以賠本價錢2,000萬英鎊的价格卖出给了阿内尔卡的老东家巴黎圣日耳曼。

### 重返巴黎聖日耳曼
重返巴黎聖日耳曼的阿内尔卡一直有着比赛的表现，特别是在在欧洲赛场上。在欧洲冠军联赛中，他帮助球队在9场比赛中打入5个进球-，但他无法帮助老东家在联赛取得成功。

### 重回英超 (利物浦/曼城)
2001年12月，阿内尔卡以外借身份重返英超，加盟利物浦直至球季結束。2002年1月，阿内尔卡以1,300萬英鎊的身价加盟了当时的英超升班马球队曼城。2004年10月，他以一記点球協助曼城1:0擊敗切爾西，當季後者首次奪得英超聯賽冠軍，但這場比賽也成了後者該季聯賽唯一敗仗。

### 费内巴切时期
在英超赛场经历了3個賽季後，阿内尔卡於2005年1月以700萬英鎊身价轉投土超豪门費倫巴治，帮助球队夺取了2005赛季的土超联赛冠军，并参加了欧冠联赛。

### 再入英超 (保頓)
2006年赛季开赛前，阿内尔卡又以破球會转会紀錄的800萬英镑转入博尔顿，簽約4年，再次重返英超。

### 切尔西生涯
2008年1月，切尔西俱樂部出价1500万英镑签入阿内尔卡，法国人自此在斯坦福桥安顿了下来，还一度夺取了08-09赛季的英超最佳射手。
所谓三十而立，回到豪门的阿内尔卡重新焕发出顶级水准，2008-2009赛季，他以19球击败鲁尼、C罗、托雷斯等，捧起英超金靴。这是对他作为顶级射手最好的嘉奖，彼时他正好30岁。
自转会至切尔西以来，阿内尔卡在三个完整赛季的两个赛季中都是球队的头号射手，并随队夺得一个英超冠军、两个足总杯冠军。在切尔西，阿内尔卡共出场184次，其中145次是首发，共打入59球。
2008年5月21日，第53届欧洲冠军杯（改制后称为“欧洲冠军联赛”）决赛在俄罗斯首都莫斯科卢日尼基体育场举行，阿内尔卡跟随切尔西迎战英超对手曼联。双方90分钟内战成1：1，进入加时赛。第99分钟，阿内尔卡换下乔·科尔，双方以1：1进入点球决胜。
前5轮，双方打成4：4，阿内尔卡第7轮出场，将球打向左路，但是高度、速度均符合门将喜欢遇到的“半高球”，被曼联门将范德萨扑出，点球决胜以曼联6：5获胜告终，切尔西只能获得那个赛季的欧冠亚军。

### 上海申花
2011年12月6日，一些英国与中国媒体率先爆出了阿内尔卡正式签约中国足球超级联赛劲旅上海申花的非官方消息。12月12日，上海申花投资人朱骏在其个人认证微博中确认了正式签约阿内尔卡的消息，并配发了他手持申花球衣的照片。随后，申花的官方网站随后也发布了这一签约讯息。2012年2月22日星期三，阿内尔卡首次在中国比赛中亮相，在与湖南湘涛的热身赛中开场仅14秒就打入一球。3月16日，阿内尔卡在客场面对北京国安的「京沪大战」中，首次代表申花上阵，並且在6分钟補射得手，收获加盟球队后的首个进球，但是该场比赛申花最終以2比3失利。随后，由于申花教练蒂加纳的团队战绩不佳，阿内尔卡兼任球队教练组成员，并在蒂加纳辞职之后，掌握臨時領隊一职。

### 尤文圖斯
2013年1月26日，義大利足球甲級聯賽球隊尤文圖斯宣布，與阿內爾卡簽署價值60萬歐元的短合同。

### 西布罗姆维奇
2013年7月4日，英超西布罗姆维奇足球俱乐部宣布，與阿內爾卡簽約一年。12月28日，在與西漢姆聯隊之戰中率先進球後，以一個向納粹敬禮的動作慶祝，他做出一手搭在另一隻手臂上，另一手則伸直往下，五隻手指閉攏的動作。這個稱為「quenelle」的手勢是阿內爾卡友人、法國爭議性喜劇演員迪厄多內·姆巴拉·姆巴拉(Dieudonne M’Bala M’Bala)發明的，被形容為法國猶太團體對納粹敬禮的動作，迪厄多內·姆巴拉·姆巴拉多次因公開發表反猶太言論遭定罪。此舉引發軒然大波，歐洲猶太團體要求英超祭出禁賽處分，英格蘭足球總會譴責阿內爾卡這個「讓人震驚、噁心」的反猶太舉動，並對此展開調查。后被英足总禁赛五场，还惨遭俱乐部解约。

## 國家隊
安歷卡曾協助法國隊赢得2000年歐洲國家盃冠軍及2001年洲際國家盃冠軍。一度在法國國家隊中找到了自己的位置，隨後因受傷及狀態問題，他的位置被三屆英格蘭足球先生蒂埃里·亨利及一眾前鋒取代，直到2005年11月才再次被法國國家隊教練多梅内克召入，對陣哥斯達黎加。在2008年歐洲國家盃外圍賽中，他是球隊的主力前鋒之一。於2010年世界盃外圍賽取得三個入球。
2010年6月17日，在法国与墨西哥的世界杯小组赛半场休息时，阿内尔卡被法国队主教练多梅内克批评后，用脏话辱骂多梅内克，被替换下场。随后法国足协宣布将他除名。其後安歷卡宣布退出法國國家隊，並堅稱沒有說脏话。。意想不到的是，大部份隊友也不恥法國足協所為，全體球員決定爆發集體罷操作回應，而引致後來的『法國兵變事件』。

## 榮譽

### 球隊
- 法國國家隊
  - 歐洲國家盃冠軍：2000
  - 洲際國家盃冠軍：2001
- 阿仙奴
  - 英格兰超级足球联赛冠軍：1997/98
  - 英格蘭足總盃冠軍：1998
  - 英格蘭慈善盾冠軍：1998
- 皇家馬德里
  - 歐洲聯賽冠軍盃冠軍：2000
- 巴黎聖日耳門
  - 圖圖盃冠軍：2001
- 費倫巴治
  - 土耳其超級足球聯賽冠軍：2004/05
- 車路士
  - 英格兰超级足球联赛冠軍：2009/10
  - 英格蘭足總盃冠軍：2009, 2010
  - 英格蘭慈善盾冠軍：2009
- 尤文图斯
  - 意大利足球甲级联赛冠軍：2012/13

### 個人
- 英超每月最佳球員：1998年2月，2008年11月
- PFA年度最佳陣容：1999，2009
- PFA年度最佳青年球員：1999
- 英格蘭超級聯賽神射手：2008/09